# 蒙蒂阿祖尔保利斯塔
蒙蒂阿祖尔保利斯塔是巴西圣保罗州的一个市镇。总面积263.492平方公里，总人口19741人，人口密度74.9人/平方公里。